# 圣朱利安勒旺多穆瓦
圣于连勒旺多穆瓦（法語：Saint-Julien-le-Vendômois，法語發音：[sɛ̃ ʒyljɛ̃ lə vɑ̃domwa]）是法国科雷兹省的一个市镇，位于该省西部，和上维埃纳省接壤，属于布里夫拉盖亚尔德区。

## 地理
圣于连勒旺多穆瓦（45°27'42"N, 1°19'42"E）面积23.29 平方千米，位于法国新阿基坦大区科雷兹省，该省份为法国中南部省份，北起上维埃纳省和克勒兹省，西接多爾多涅省，南至洛特省，东临多姆山省和康塔爾省。
与圣于连勒旺多穆瓦接壤的市镇（或旧市镇、城区）包括：阿尔纳克蓬帕杜、贝斯纳克、吕贝萨克、圣埃卢瓦莱蒂勒里、塞居尔堡、库萨克博讷瓦勒、圣伊里耶拉佩尔什。
圣于连勒旺多穆瓦的时区为UTC+01:00、UTC+02:00（夏令时）。

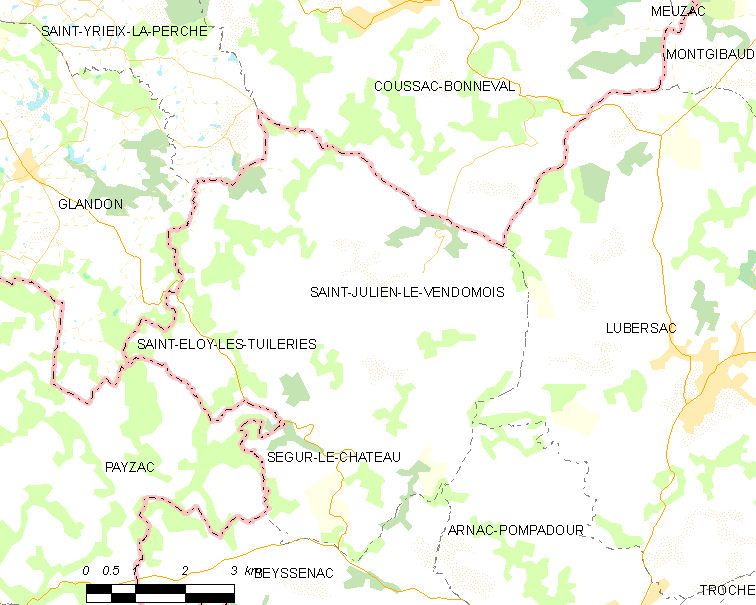
圣于连勒旺多穆瓦的OSM定位图

## 行政
圣于连勒旺多穆瓦的邮政编码为19210，INSEE市镇编码为19216。

## 政治
圣于连勒旺多穆瓦所属的省级选区为于泽什县。

## 人口

1962-2008年间圣于连勒旺多穆瓦人口变化图示

圣于连勒旺多穆瓦于2022年1月1日时的人口数量为239人。

## 交通
科雷兹省省道D46线、D126线和D149线经过境内。